# Brian Monteith
Brian Monteith (ur. 8 stycznia 1958 w Edynburgu) – brytyjski i szkocki polityk, przedsiębiorca oraz publicysta, poseł do Parlamentu Szkockiego, poseł do Parlamentu Europejskiego IX kadencji.

## Życiorys
Kształcił się w Portobello High School, następnie studiował na Heriot-Watt University. Zajął się prowadzeniem własnej działalności gospodarczej w branży konsultingowej. Działał w szkockim oddziale Partii Konserwatywnej. Przed referendum z 1997 był jednym z głównym aktywistów nieskutecznej kampanii wzywającej do głosowania przeciwko powołaniu Parlamentu Szkockiego.
Po utworzeniu tego parlamentu Brian Monteith w 1999 uzyskał jeden z mandatów przypadających torysom. Z powodzeniem ubiegał się o reelekcję również w 2003. Od 2005 do końca kadencji w 2007 był posłem niezależnym.
Po 2007 powrócił do działalności biznesowej, udzielał się m.in. jako doradca do spraw komunikacji w Botswanie i Nigerii. Został także publicystą prasowym, w tym stałym felietonistą dziennika „The Scotsman”. Autor publikacji książkowych: Paying the Piper: From a Taxing Lament to a Rewarding Jig i The Bully State: The End of Tolerance. Został dyrektorem do spraw komunikacji w organizacji lobbingowej Global Britain i wydawcą think tanku ThinkScotland.org. Kierował działem prasowym Leave.EU, organizacji prowadzącej i finansującej kampanię na rzecz opuszczenia Unii Europejskiej przez Wielką Brytanię.
W 2019 dołączył do Brexit Party. W tym samym roku z jej ramienia uzyskał mandat posła do Parlamentu Europejskiego IX kadencji.